# Glycyphana mediata
Glycyphana mediata är en skalbaggsart som beskrevs av John Obadiah Westwood 1874. Glycyphana mediata ingår i släktet Glycyphana och familjen Cetoniidae. Inga underarter finns listade i Catalogue of Life.